# Mikael Wahlberg
Mikael Wahlberg (* 25. Juli 1972 in Gävle) ist ein ehemaliger schwedischer Eishockeyspieler, der in seiner aktiven Zeit von 1990 bis 2006 unter anderem für die Eisbären Berlin und die Kassel Huskies in der Deutschen Eishockey Liga gespielt hat.

## Karriere
Wahlberg begann seine Karriere 1990 bei Tierps Hockey, für die er eine Saison spielte und anschließend im Sommer 1991 zu Gävle Godtemplares IK wechselte. In Gävle war er insgesamt zwei Jahre aktiv und konnte in dieser Zeit gute Leistungen zeigen. So erzielte der Stürmer in 65 Partien 46 Scorerpunkte. Folglich wurden einige schwedische Talent-Scouts auf ihn aufmerksam. Schließlich waren es die Verantwortlichen des damaligen amtierenden Meisters Brynäs IF, die ihn zur Saison 1993/94 in die Elitserien transferierten. Dort stand er drei Jahre unter Vertrag.
Nach einem kurzen Intermezzo bei finnischen Erstligisten Helsingfors IFK in der Saison 1996/97, schloss er sich im Sommer 1997 den Eisbären Berlin aus der Deutschen Eishockey Liga an. Mit den Eisbären erreichte er 1999 den dritten Platz bei der European Hockey League. Zum Ende der 1999/00 erhielt er keinen neuen Vertrag in Berlin und kehrte zurück nach Schweden zu MODO Hockey.
2002 überzeugte ihn das Management der Kassel Huskies von einem erneuten Engagement in der DEL. Wahlberg absolvierte in den folgenden zwei Saisons 101 Ligaspiele für die Huskies und konnte dabei 63 Mal punkten. Schließlich ging er 2004 nach Schweden zurück, wo er 2006 seine aktive Eishockeykarriere beendete.

## Erfolge und Auszeichnungen
- 1999 Dritter Platz bei der European Hockey League mit den Eisbären Berlin